# Pavel Padrnos
Pavel Padrnos (* 17. prosince 1970 v Petrovicích u Třebíče) je český profesionální silniční cyklista.

## Život

### Cyklistická kariéra
Profesionálem je od roku 1996. Byl členem Discovery Channel Pro Cycling Team (předtím US Postal Service), ve kterém pomáhal Lanci Armstrongovi zvítězit v Tour de France v letech 2002–2005. Jeho největším individuálním úspěchem je vítězství v Závodu míru v roce 1995.
Týmy v Pro-tour:
- 2000 – Saeco - Valli & Valli
- 2001 – Saeco Macchine per Caffe'
- 2002 – US Postal Service
- 2003 – US Postal Service presented by Berry Floor
- 2004 – US Postal Service presented by Berry Floor
- 2005 – Discovery Channel Pro Cycling Team
- 2006 – Discovery Channel Pro Cycling Team
- 2007 – Discovery Channel Pro Cycling Team

### Rodina
Jeho synem je hokejový obránce Martin Padrnos.